# Битка при Ришкия проход
Битката при Ришкия проход (битката в прохода Верегава) е голямо сражение между българи и византийци, състояло се през 759 г. в едноименния проход на Стара планина. Завършва с българска победа.

## Причини
Между 755 и 775 г. византийският император Константин V Копроним организира девет похода с цел да подчини България. Въпреки че успява да постигне няколко победи, той никога не достига мечтата си.

## Военни действия
През 759 г. императорът повежда многобройна армия към България, но българският кан Винех успява да укрепи няколко от проходите в Стара планина. Когато византийската войска достига Ришкия проход, тя е атакувана от засада и напълно разбита. Византийският историк Теофан Изповедник пише, че българите убиват стратега на Тракия Лъв и логотета на дрома. Много византийски войници загиват.

## Последствия
Кан Винех получава удобна възможност да нахлуе във вражеска територия. Вместо това той започва мирни преговори. Това действие му навлича гнева на аристокрацията. По тази причина Винех е убит през 761 г.